# نیدن‌اشتاین
شهر نیدن‌اشتاین (به آلمانی: Niedenstein) در ایالت هسن در کشور آلمان واقع شده‌است.